# Hieronim (Nikolopulos)
Hieronim, imię świeckie Panajotis Nikolopulos (ur. 1971 w Atenach) – duchowny Greckiego Kościoła Prawosławnego, od 2018 metropolita Larisy.

## Życiorys
7 grudnia 1997 został przyjęty do stanu mniszego, a 14 grudnia 1997 został wyświęcony na diakona. Święcenia kapłańskie przyjął 6 grudnia 2000. Chirotonię biskupią otrzymał 7 października 2018.